# Arundinella bengalensis
Arundinella bengalensis là một loài thực vật có hoa trong họ Hòa thảo. Loài này được (Spreng.) Druce mô tả khoa học đầu tiên năm 1917.